# Morava (Servië)
De Morava of Grote Morava (Velika Morava) is een rechterzijrivier van de Donau op het Balkanschiereiland. Het is de voornaamste rivier van Centraal-Servië van 216 km lengte .
De Morava ontstaat ten oosten van Kruševac uit de samenvloeiing van de Zuidelijke Morava (Južna Morava) en de Westelijke Morava (Zapadna Morava). De zuidelijke tak is de langste en maakt deel uit van een belangrijke verkeersader op de Balkan, die van de Donau via de Morava en de Vardar naar het zuiden loopt.
De Morava is vanaf Ćuprija tot de monding in de Donau ten westen van Požarevac bevaarbaar.
- Bibliothèque nationale de France: cb15539243b (data)
- Gemeinsame Normdatei: 4270222-7
- Library of Congress Control Number: sh89004190
- Nationale Bibliotheek van Tsjechië: ge251953
- Nationale Bibliotheek van Israël: 987007553600905171
- Virtual International Authority File: 12144648139052729223